# Davide Sanguinetti
Davide Sanguinetti (Viareggio, 25 de agosto de 1972) é um ex-tenista profissional italiano. 
Sanguinetti, em sua carreira conquistou dois títulos nível ATP em simples e ainda um em duplas, também disputou a Copa Davis, representando a Equipe Italiana de Copa Davis.

## Titulos
Simples
| Legenda                |
| Grand Slam (0)         |
| Tennis Masters Cup (0) |
| ATP Masters Séries (0) |
| ATP Tour (2)           |

| N. | Data             | Torneio           | Piso    | Oponente na final | Placar      |
| 1. | Janeiro 28, 2002 | Milan, Itália     | Carpete | Roger Federer     | 7–6 4–6 6–1 |
| 2. | Março 4, 2002    | Delray Beach, EUA | Duro    | Andy Roddick      | 6–4 4–6 6–4 |

Duplas
| N. | Data | Torneio       | Piso   | Parceiro      | Oponentes na final          | Placar   |
| 1. | 1997 | Umag, Croácia | Saibro | Dinu Pescariu | Dominik Hrbatý Karol Kučera | 7–6, 6–4 |